# 2011 UE411
2011 UE411, também escrito como 2011 UE411, é um objeto transnetuniano que está localizado no Cinturão de Kuiper, uma região do Sistema Solar. Este corpo celeste é classificado como um twotino, pois, o mesmo está em uma ressonância orbital de 1:2 com o planeta Netuno. Ele possui uma magnitude absoluta de 9,3 e tem um diâmetro estimado com cerca de 61 km.

## Descoberta
2011 UE411 foi descoberto no dia 24 de outubro de 2011 pelo astrônomo M. Alexandersen.

## Órbita
A órbita de 2011 UE411 tem uma excentricidade de 0,321 e possui um semieixo maior de 47,618 UA. O seu periélio leva o mesmo a uma distância de 32,324 UA em relação ao Sol e seu afélio a 62,913 UA.